# ハナ銀行MZ囲碁スーパーマッチ
ハナ銀行MZ囲碁スーパーマッチ（ハナぎんこうMZいごスーパーマッチ、하나은행 MZ 바둑 슈퍼매치의）は、韓国の囲碁の団体対抗棋戦。2022-23年に第1回開催、M世代（1981-96年生まれ）と、Z世代（1997-2010年生まれ）のチーム各5人による勝ち抜き戦で行われた。
第2回は年齢制限無しの個人戦「ハナ銀行囲碁スーパーマッチ」として実施。
この大会を通じて募られた寄付金が社会福祉に使われる。
- 主催 韓国棋院
- 後援 ハナ銀行
- 優勝賞金 (1回)7000万ウォン、(2回)7500万ウォン

持時間は、各20分、追加20秒のフィッシャー方式。

## 結果

### 第1回
2022年12月27日から予選が開始され、2023年1月6日から3月10日に対抗戦が行われた。
＜M世代＞ --- ＜Z世代＞
- 第1局 韓熊熙 ○-× 琴沚玗
- 第2局 韓熊熙 ○-× 呉侑珍
- 第3局 韓熊熙 ○-× 韓相朝
- 第4局 韓熊熙 ×-○ 宋知勲
- 第5局 崔精  ×-○ 宋知勲
- 第6局 安成浚 ○-× 宋知勲
- 第7局 安成浚 ×-○ 申眞諝
- 第8局 姜東潤 ×-○ 申眞諝
- 第9局 朴廷桓 ×-○ 申眞諝

最終成績:M世代 4-5 Z世代(勝)

### 第2回
2024年に実施。
- 2回戦 金明訓 - 朴廷桓、金恩持 - 朴ジンソル、姜東潤 - 崔精、申眞諝 - 朴常鎭
- 準決勝 金明訓 - 金恩持、姜東潤 - 申眞諝
- 決勝戦 金明訓 2-1 姜東潤